# Disyuntor

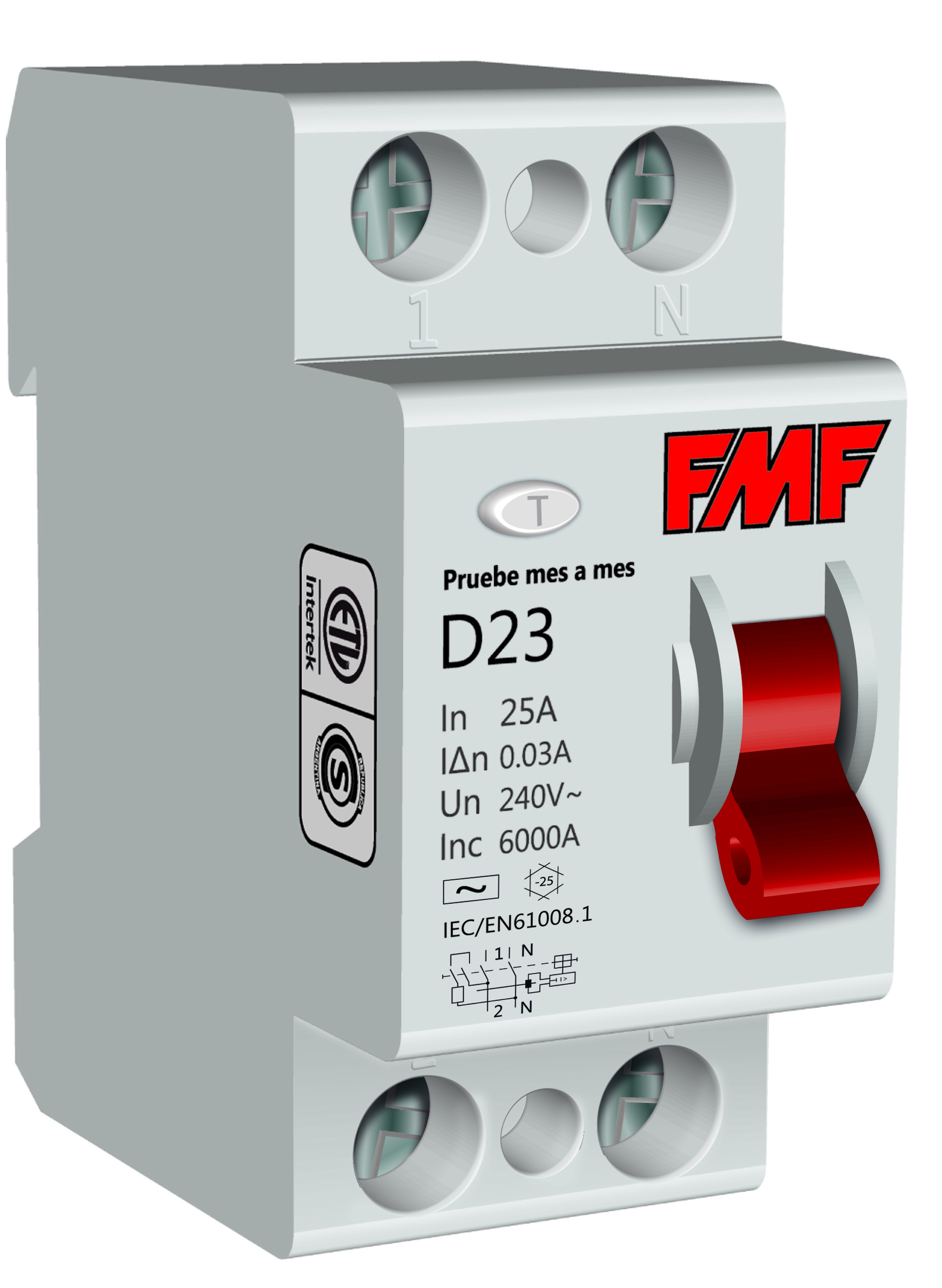
Disyuntor diferencial de dos polos

La utilización de este término puede variar en distintas regiones para referirse a interruptores automáticos accionados por sobrecargas de un circuito o para interruptores automáticos accionados por pérdidas de energía fuera del circuito. Para este último caso véase Interruptor diferencial.
Un disyuntor (Argentina y Filipinas), interruptor automático (España), automático (Chile), diferencial o taco (Colombia y Nicaragua), breaker o pastilla (México, Venezuela, Ecuador, Costa Rica y Panamá), o flipon (Guatemala) es un aparato capaz de interrumpir o abrir automáticamente un circuito eléctrico cuando ocurren ciertas condiciones de falla. Pueden ser interruptores automáticos (disyuntores) termomagnéticos o diferenciales.
Los interruptores o disyuntores termomagnéticos protegen principalmente al circuito, equipos y cableado, de sobrecorrientes, mediante dos mecanismos. La protección térmica protege contra sobrecargas, y su tiempo de actuación es mucho más lenta que la otra protección. La protección magnética protege contra cortocircuitos, y su tiempo de actuación es mucho más rápida que la anterior. Las sobrecargas son sobrecorrientes que apenas exceden el valor de corriente nominal de un circuito, por ejemplo debido a exceso de cargas conectadas, arranques de motores o cargas con motores (aires acondicionados, neveras). Los cortocircuitos son situaciones en las que se provee no intencionalmente una trayectoria de baja impedancia en un circuito, causando un flujo de corriente hasta cientos de veces la corriente nominal del circuito.
Los interruptores o disyuntores diferenciales protegen principalmente a las personas, en caso de que corriente fluya a través de ellos. Corrientes muy bajas (en el orden de miliamperios) pueden provocar la muerte, sin embargo, los interruptores termomagnéticos no son suficientemente sensibles ni actúan suficientemente rápidos. En cambio, los disyuntores diferenciales se disparan apenas se detecta una diferencia tan pequeña como de 5 mA entre la corriente entrante y saliente (donde se supone que el resto de corriente fluye a tierra a través de una persona), por lo que se dispara y salva a la persona.
A diferencia de los fusibles, que deben ser reemplazados tras un único uso, el disyuntor puede ser rearmado una vez localizado y reparado el problema que haya causado su disparo.
Los disyuntores se fabrican en diferentes tamaños y características, lo cual hace que sean ampliamente utilizados en viviendas, industrias y comercios.
El primer disyuntor fue diseñado por Thomas Edison en 1879. El ingeniero eléctrico William Stanley Jr. mejoró el diseño en 1890. Granville Woods inventó el disyuntor automático en 1900.

## Descripción
El disyuntor diferencial es un elemento de protección para las personas. Tiene un transformador diferencial (es decir que detecta diferencias de intensidad de corriente), tiene un núcleo magnético sobre el cual está arrollada la fase (por ejemplo, en sentido horario) y el neutro (en sentido contrario a la anterior), además de una bobina de detección, que alimenta un pequeño electroimán, que efectúa el disparo. Cuando por la fase circula la misma cantidad de corriente que por el neutro (funcionamiento normal) el flujo magnético es nulo, por lo que en la bobina de detección el voltaje inducido vale 0 V; en cuanto hay una fuga a tierra (puede ser a través del tercer hilo o de una persona) por la fase circula el total de la corriente, pero por el neutro solo «sale» el total menos la cantidad que se está desviando a tierra (dicha cantidad depende de cada caso), por lo que si la diferencia es mayor que la de disparo, el voltaje en los extremos del arrollamiento detector es suficiente para activar el electroimán que efectúa la desconexión.
Diferencia con una llave térmica
La térmica, sólo protege la instalación; en su interior tiene un par bimetálico (dos metales con distinto coeficiente de dilatación) remachados en uno de sus extremos; al circular una corriente superior a la calibrada (circula a través del par), un metal se dilata más que el otro, curvando el par bimetálico, lo que hace activar el mecanismo de disparo.
Siempre se aconseja colocar una térmica «aguas arriba» del disyuntor diferencial, y que esta sea de menor calibre, ya que el disyuntor es un elemento más caro que la térmica.[cita requerida] Además de esto, es aconsejable tener uno en toda instalación eléctrica y que una vez por mes se presione el botón de prueba para verificar su correcto funcionamiento.

## Orígenes
Una forma temprana de disyuntor fue descrita por Thomas Edison en una solicitud de patente de 1879, aunque su sistema de distribución de energía comercial usaba fusibles. Su propósito era proteger el cableado del circuito de iluminación de cortocircuitos y sobrecargas accidentales. Brown, Boveri & Cie en 1924 patentó un moderno disyuntor en miniatura similar a los que ahora se usan. Hugo Stotz, un ingeniero que había vendido su compañía a BBC, fue acreditado como el inventor en DRP (Deutsches Reichspatent) 458392. El invento de Stotz fue el precursor del moderno interruptor termomagnético que se usa comúnmente en los centros de carga domésticos hasta el día de hoy.
La interconexión de múltiples fuentes generadoras en una red eléctrica requirió el desarrollo de disyuntores con valores nominales de voltaje crecientes y una mayor capacidad para interrumpir de manera segura las crecientes corrientes de cortocircuito producidas por las redes. Los interruptores manuales simples de rotura de aire producían arcos peligrosos al interrumpir los altos voltajes; estos dieron paso a contactos encerrados en aceite y varias formas que utilizan el flujo dirigido de aire presurizado, o aceite presurizado, para enfriar e interrumpir el arco. En 1935, los disyuntores especialmente construidos que se utilizaron en el proyecto de la presa de Boulder utilizaron ocho interrupciones en serie y flujo de aceite presurizado para interrumpir fallas de hasta 2500 MVA, en tres ciclos de la frecuencia de alimentación de CA.

## Características
Los parámetros más importantes que definen un disyuntor son:
- Calibre o corriente nominal: corriente de trabajo para la cual está diseñado el dispositivo. Existen desde 5 hasta 64 amperios.
- Tensión de trabajo: tensión para la cual está diseñado el disyuntor. Existen monofásicos (110-220 V) y trifásicos (300-600 V).
- Poder de corte: intensidad máxima que el disyuntor puede interrumpir. Con mayores intensidades se pueden producir fenómenos de arcos eléctricos o la fusión y soldadura de materiales que impedirían la apertura del circuito.
- Poder de cierre: intensidad máxima que puede circular por el dispositivo al momento del cierre sin que este sufra daños por choque eléctrico.
- Número de polos: número máximo de conductores que se pueden conectar al interruptor automático. Existen de uno, dos, tres y cuatro polos.

## Tipos

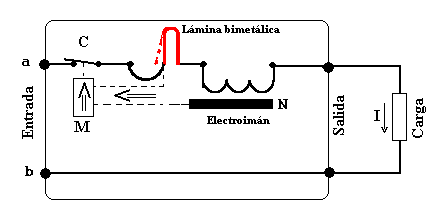
Diagrama de un interruptor magnétotérmico unipolar.

Los disyuntores más comúnmente utilizados son los que trabajan con corrientes alternas, aunque existen también para corrientes continuas. Los tipos más habituales de disyuntores son:
- Interruptor automático o disyuntor magnetotérmico:
  - Interruptor automático o disyuntor magnético
  - Interruptor automático o disyuntor térmico
- Interruptor automático o disyuntor diferencial
- Guardamotor

También es usada con relativa frecuencia, aunque no de forma completamente correcta, la palabra relé para referirse a estos dispositivos, en especial a los dispositivos térmicos.
Coloquialmente se da el nombre de «automáticos», «fusibles», «tacos» o incluso «plomos» a los disyuntores magnetotérmicos y al diferencial instalados en las viviendas. 
En el caso de los ferrocarriles, se utiliza un disyuntor para abrir y desconectar la línea principal de tensión, cortando la corriente directamente a partir del pantógrafo al resto del tren.

## Funcionamiento

### Dispositivo térmico
Presente en los disyuntores térmicos y magnetotérmicos. Está compuesto por un bimetal calibrado por el que circula la corriente que alimenta la carga. Cuando ésta es superior a la intensidad para la que está construido el aparato, se calienta, se dilata y provoca que el bimetal se arquee, con lo que se consigue que el interruptor se abra automáticamente. Detecta las fallas por sobrecarga.
Está conformado por un solenoide o electroimán, cuya fuerza de atracción aumenta con la intensidad de la corriente. Los contactos del interruptor se mantienen en contacto eléctrico por medio de un pestillo, y, cuando la corriente supera el rango permitido por el aparato, el solenoide libera el pestillo, separando los contactos por medio de un resorte. Algunos tipos de interruptores incluyen un sistema hidráulico de retardo, sumergiendo el núcleo del solenoide en un tubo relleno con un líquido viscoso. El núcleo se encuentra sujeto con un resorte que lo mantiene desplazado con respecto al solenoide mientras la corriente circulante se mantenga por debajo del valor nominal del interruptor. Durante una sobrecarga, el solenoide atrae al núcleo a través del fluido para así cerrar el circuito magnético, aplicando fuerza suficiente como para liberar el pestillo. Este retardo permite breves alzas de corriente más allá del valor nominal del aparato, sin llegar a abrir el circuito, en situaciones como por ejemplo, arranque de motores. Las corrientes de cortocircuito suministran la suficiente fuerza al solenoide para liberar el pestillo independientemente de la posición del núcleo, evitando, de este modo la apertura con retardo.

### Dispositivo magnético

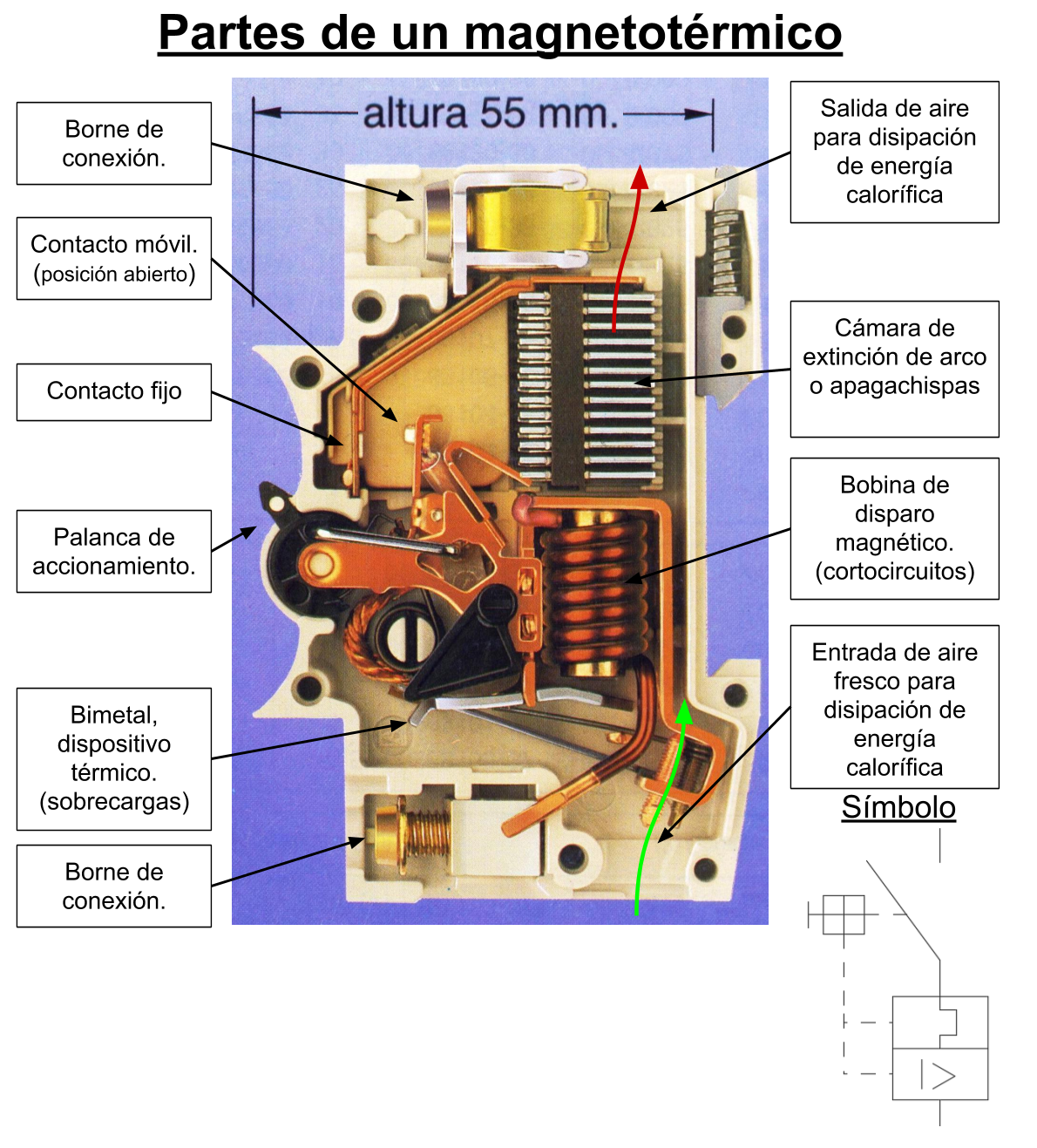
Interior de un interruptor magnetotérmico

Presente en los disyuntores magnéticos y magnetotérmicos, se compone de una bobina, un núcleo y una parte móvil. La intensidad que alimenta la carga atraviesa dicha bobina, y en el caso de que ésta sea muy superior a la intensidad nominal del aparato, se crea un campo magnético que es capaz de arrastrar a la parte móvil y provocar la apertura del circuito de forma casi instantánea. Detecta las fallas por cortocircuito que pueda haber en el circuito eléctrico.
Bajo condiciones de cortocircuito, circula una corriente muchísimo mayor que la corriente nominal; cuando un contacto eléctrico abre un circuito en donde hay gran flujo de corriente, generalmente se produce un arco eléctrico entre dichos contactos ya abiertos, que permite que la corriente siga circulando. Para evitarlo los interruptores incorporan características para dividir y extinguir el arco eléctrico. En pequeños interruptores se implementa una cámara de extinción del arco, la cual consiste en varias placas metálicas o crestas de material cerámico, que ayudan a bajar la temperatura del arco. El arco es desplazado hasta esta cámara por la influencia de una bobina de soplado magnético. En interruptores de mayor tamaño, como los utilizados en subestaciones eléctricas se usa el vacío, gases inertes como el hexafluoruro de azufre o aceite para hacer más débil el arco.
La capacidad de ruptura o poder de corte de un interruptor es la máxima corriente de cortocircuito que es capaz de interrumpir con éxito sin sufrir daños mayores. Si la corriente de cortocircuito se establece a un valor superior al poder de corte de un interruptor, este no podrá interrumpirla, y se destruirá.
Los pequeños interruptores pueden ser instalados directamente junto al equipo a proteger, aunque generalmente se disponen en un tablero diseñado para tal fin. Los interruptores de potencia se emplazan en gabinetes o armarios eléctricos, mientras que los de alta tensión se pueden ubicar al aire libre.

## Cortocircuito
Los interruptores automáticos se clasifican tanto por la corriente normal que se espera que transporten como por la corriente máxima de cortocircuito que pueden interrumpir de forma segura. Esta última cifra es la capacidad de interrupción de amperios (AIC) del interruptor.
En condiciones de cortocircuito, la corriente de cortocircuito prevista máxima calculada o medida puede ser muchas veces la corriente nominal normal del circuito. Cuando los contactos eléctricos se abren para interrumpir una gran corriente, hay una tendencia a que se forme un arco entre los contactos abiertos, lo que permitiría que la corriente continúe. Esta condición puede crear gases ionizados conductores y metal fundido o vaporizado, lo que puede provocar la continuación del arco o la creación de cortocircuitos adicionales, lo que podría provocar la explosión del interruptor automático y el equipo en el que está instalado. Por lo tanto, los interruptores automáticos deben incorporar varias características para dividir y extinguir el arco.
La corriente máxima de cortocircuito que puede interrumpir un interruptor se determina mediante pruebas. La aplicación de un interruptor en un circuito con una posible corriente de cortocircuito superior a la clasificación de capacidad de interrupción del interruptor puede provocar que el interruptor no interrumpa una falla de manera segura. En el peor de los casos, el interruptor puede interrumpir con éxito la falla, solo para explotar cuando se reinicia.
Los disyuntores típicos del panel doméstico están clasificados para interrumpir una corriente de cortocircuito de 6 kA (6000 A).
Los disyuntores en miniatura que se usan para proteger los circuitos de control o los electrodomésticos pequeños pueden no tener suficiente capacidad de interrupción para usar en un panel; estos interruptores automáticos se denominan "protectores de circuito complementarios" para distinguirlos de los interruptores automáticos de distribución.

## Disyuntores "inteligentes"
Varias empresas han considerado agregar monitoreo para electrodomésticos a través de la electrónica o usar un disyuntor digital para monitorear los disyuntores de forma remota. Las empresas de servicios públicos en los Estados Unidos han estado revisando el uso de la tecnología para encender y apagar los electrodomésticos, así como para apagar potencialmente la carga de automóviles eléctricos durante los períodos de alta carga de la red eléctrica. Estos dispositivos bajo investigación y prueba tendrían capacidad inalámbrica para monitorear el uso eléctrico en una casa a través de una aplicación de teléfono inteligente u otros medios.

## Otros disyuntores

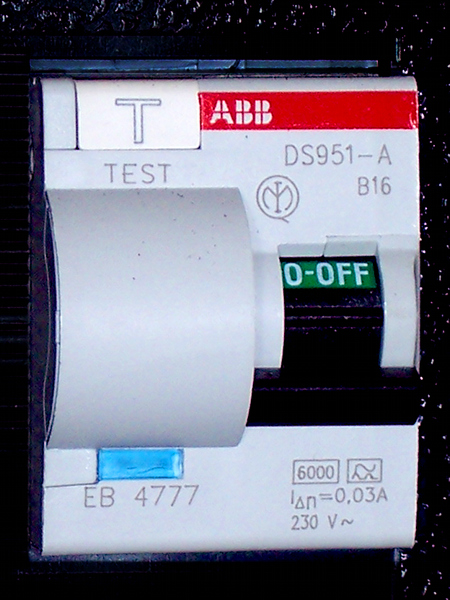
Disyuntor de corriente residual con protección contra sobrecorriente

Los siguientes tipos se describen en artículos separados.
- Interruptores para protecciones contra fallas a tierra demasiado pequeños para encender un dispositivo de sobrecorriente:
  - Dispositivo de corriente residual (RCD), o disyuntor de corriente residual (RCCB): detecta el desequilibrio de corriente, pero no proporciona protección contra sobrecorriente. En los Estados Unidos y Canadá, estos se denominan interruptores de circuito por falla a tierra (GFCI).
  - Interruptor automático de corriente residual con protección contra sobrecorriente (RCBO): combina las funciones de un RCD y un MCB en un solo paquete. En los Estados Unidos y Canadá, estos se denominan disyuntores GFCI.
  - Disyuntor de fuga a tierra (ELCB): detecta la corriente en el cable de tierra directamente en lugar de detectar el desequilibrio. Ya no se ven en instalaciones nuevas, ya que no pueden detectar ninguna condición peligrosa en la que la corriente regrese a la tierra por otra ruta, como una persona en el suelo o una tubería. (también llamado VOELCB en el Reino Unido).
- Reconectador — Un tipo de disyuntor que se cierra automáticamente después de un retraso. Estos se utilizan en los sistemas aéreos de distribución de energía eléctrica, para evitar que las fallas de corta duración provoquen interrupciones sostenidas.
- Fusible rearmable — Un dispositivo pequeño comúnmente descrito como un fusible de restablecimiento automático en lugar de un disyuntor.